# Crash Bandicoot: On the Run!
Crash Bandicoot: On the Run! est un jeu vidéo de course sans fin mobile développé par King, sorti sur iOS et Android le 25 mars 2021,. Le jeu a des références aux autres jeux précédents de la série. Il a été lancé en soft launch dans certains pays asiatiques le 22 avril 2020. En septembre 2020, un formulaire a été annoncé et publié sur le site officiel pour inscrire les utilisateurs afin de tester le jeu en phase bêta. Une apparence Blue Hyena pour Crash, comme celui visible dans Crash Team Racing: Nitro-Fueled, a été facturé comme un bonus pour la pré-inscription.
Le 19 décembre 2022, King a annoncé la fermeture définitive des serveurs de jeu pour le 16 février 2023. Il n'est plus possible d'effectuer des microtransactions au sein de l'application, laquelle n'est d'ailleurs plus téléchargeable sur Google Play ou l'App Store.

## Trame
Le Dr Neo Cortex a envoyé des méchants à travers le multivers pour asservir toutes les dimensions, avec l'aide de sa sœur Coco, Crash doit arrêter ses plans.

## Personnages

### Jouable
- Crash Bandicoot
- Coco Bandicoot

### Allié
- Aku Aku

### Boss
- Uka Uka
- Dr Néo Cortex
- Dr Néo Cortex Robot
- Dr Nitrus Brio
- Dr N. Gin
- Nina Cortex
- Faux Crash
- Fausse Coco
- Koala Kong
- Tiny Tiger
- Dingodile

- Mr Crumb (Saison 6 "Dimension des hurlements de Mr Crumb")
- Scorpillon
- Dr Nefarious Tropy fille (Saison 2 "Le Temps presse" + Saison 5 "25e anniversaire !")
- Spyro Noir (Saison 3 "Bataille des Dragons" + Saison 6 "Dimension des hurlements de Mr Crumb")
- Gnasty Gnorc (Saison 3 "Bataille des Dragons" + Saison 6 "Dimension des hurlements de Mr Crumb")
- Nitros Oxide (Saison 4 "Survie du plus rapide")
- Pinstripe Potoroo (Saison 5 "25e anniversaire !")

### Mini Boss
- Masques des éléments
- Caisse Point de contrôle
- Assistant de Laboratoire
- Geary

### Autre personnage
- Spyro